# Madrasa Bū ʿInānīya von Meknès
Die Medersa Bou Inania (arabisch المدرسة البوعنانية, DMG al-Madrasa al-Būʿināniyya) in Meknès ist eine der künstlerisch bedeutendsten historischen islamischen Hochschulen Marokkos. Als Bestandteil der Altstadt (Medina) von Meknès gehört sie seit 1996 zum UNESCO-Weltkulturerbe.

## Lage
Die Medersa Bou Inania liegt gegenüber der Großen Moschee und nur etwa 150 m nördlich der Place El Hedim am östlichen Rand der Medina von Meknès.

## Geschichte
Die Medersa wurde im Auftrag und auf Kosten des Merinidensultans Abu l-Hasan (reg. 1331–1351) erbaut, doch erst unter seinem Sohn Abū Inān Fāris (reg. 1351–1358) vollendet, dessen Namen sie auch trägt. In der Zeit der französischen Kolonialherrschaft über Marokko und in den 1990er Jahren wurde sie restauriert.

## Architektur

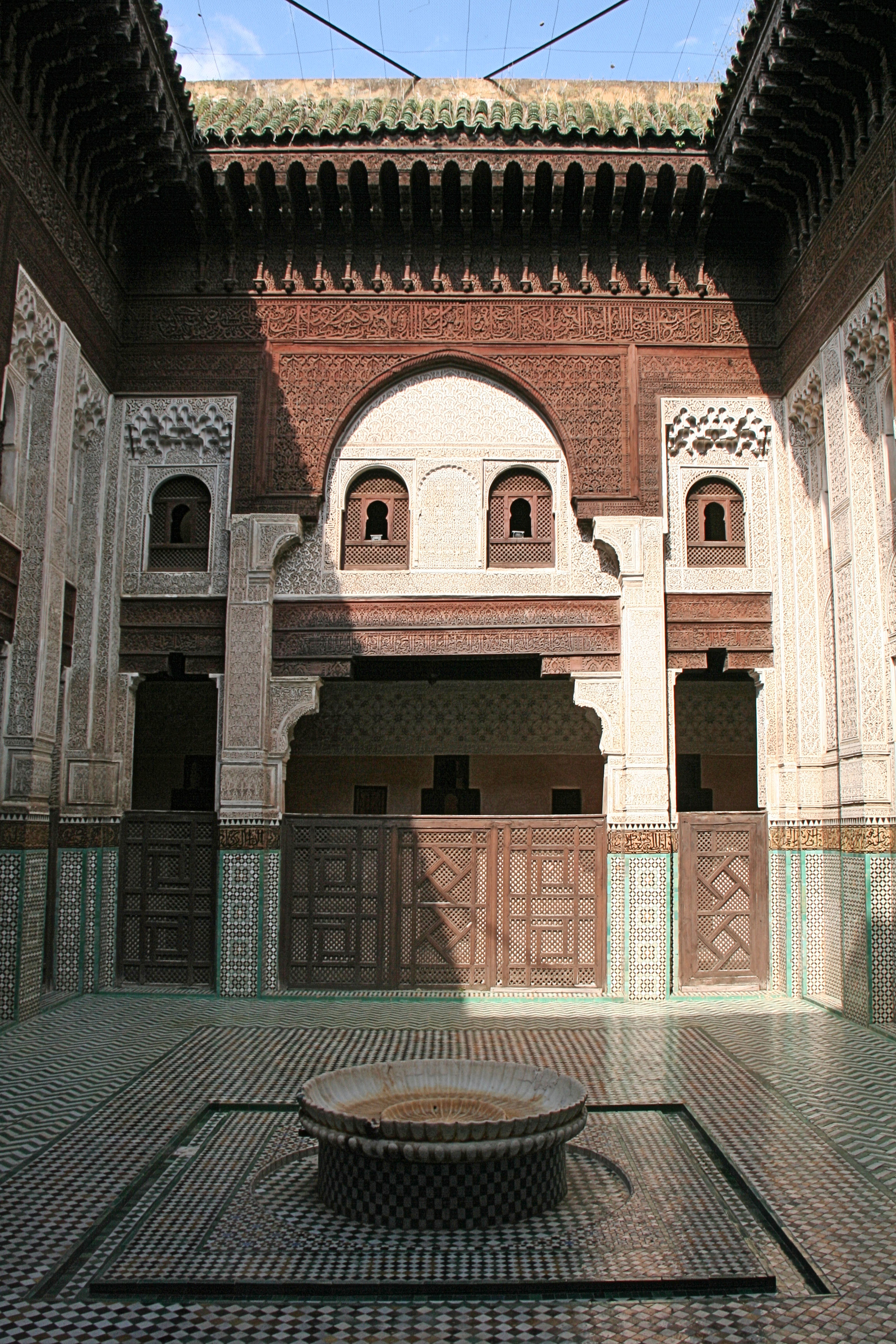
Innenhof mit Brunnenschale

Die Medersa befindet sich einem allseitig geschlossenen Bauwerk, das nur über den nicht überdachten und leicht zur Mitte hin abfallenden Hofbereich belichtet wird. Um den rechteckigen Innenhof mit seiner zentralen Brunnenschale aus weißem Marmor herum führt ein etwa 1,50 m breiter Umgang, dessen Kachelfußboden von den Koranschülern zum Lernen, zum Verzehr von Speisen und manchmal auch zum Schlafen genutzt wurde. Der über eine Vielzahl von Bögen und Wanddurchbrüchen erreichbare Umgang konnte mit Hilfe von hölzernen Stellwänden (mashrabiyyas) vom Innenhof abgetrennt werden. Die verbleibenden Pfeiler und Wandsegmente sind bis zu einer Höhe von etwa 1,80 m mit Kachelornamenten verkleidet, die gleichzeitig dekorativ, kühlend, schmutz- und wasserabweisend wirken; den Abschluss bildet ein Band mit schwarzen Kalligraphien, die Koranverse beinhalten. Darüber beginnt eine Zone mit vielfältigem weißgetünchtem Stuckdekor, welches von oben durch Teile des ebenfalls reichverzierten Zedernholzgebälks aufgelockert wird, dessen Traufkante etwa 1 m in den Hof hineinragt.
Hinter den kleinen Holzfenstern des Obergeschosses befindet sich ein weiterer Umgang, von dem aus die schmucklosen Schlafräume der Koranschüler erreichbar waren.
Die Medersa beeindruckt sowohl durch die Ausgewogenheit ihrer Proportionen als auch durch ihre außergewöhnliche Materialästhetik und ihre beinahe überbordende Dekorfreude, die kein Teilstück der Wandflächen unbearbeitet lässt. 

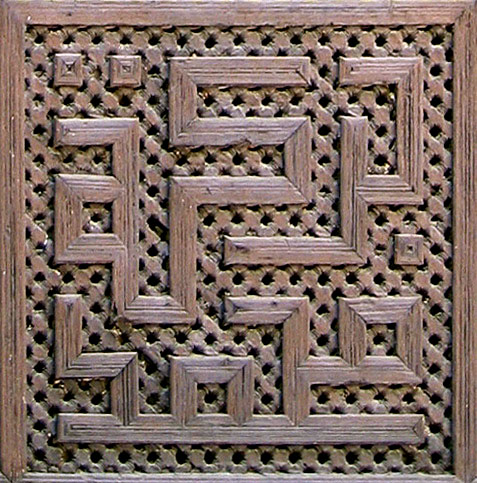
Maschrabiyya-Gitter mit Kufi-Schrift
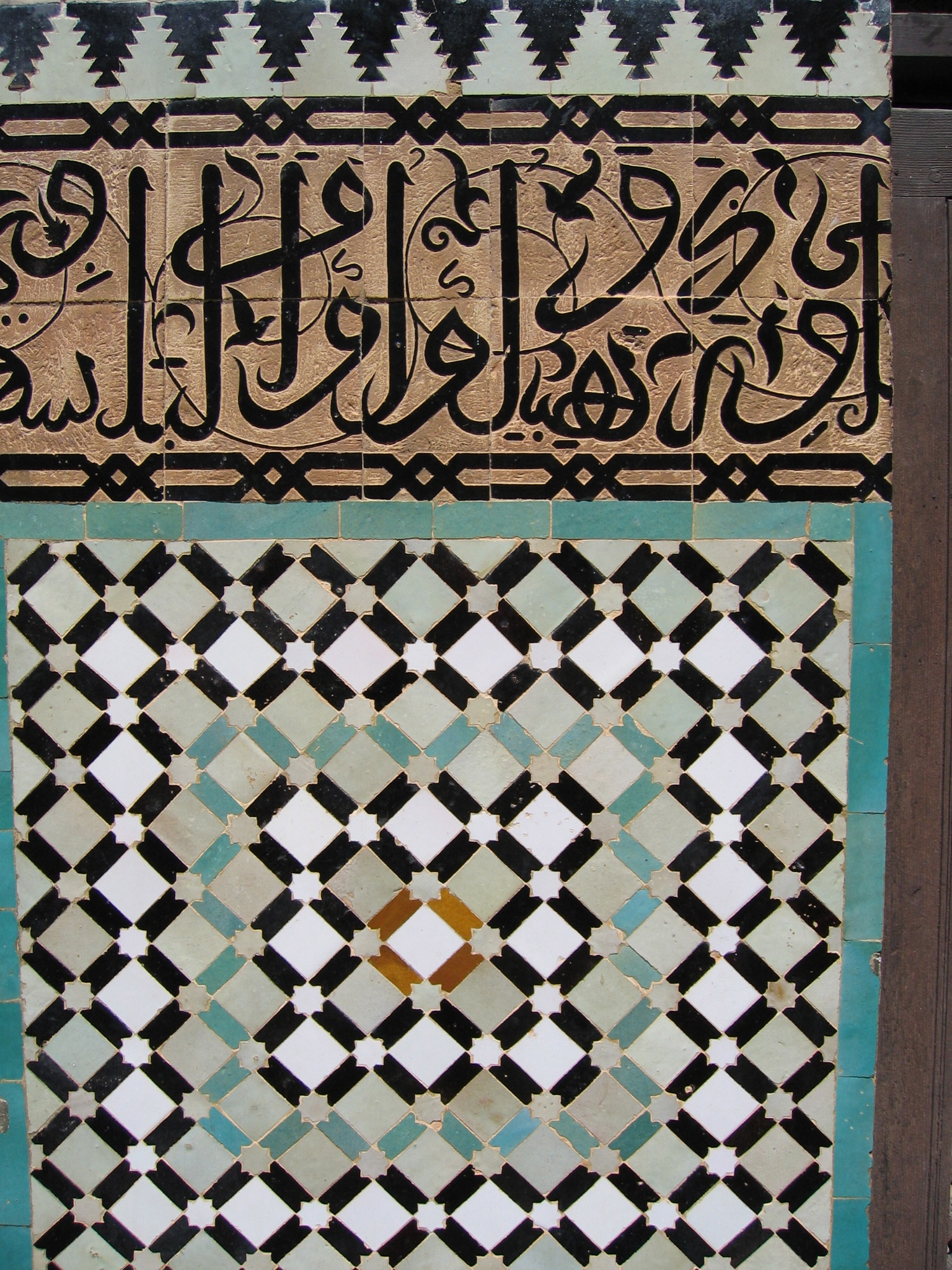
Wanddekor aus Kacheln
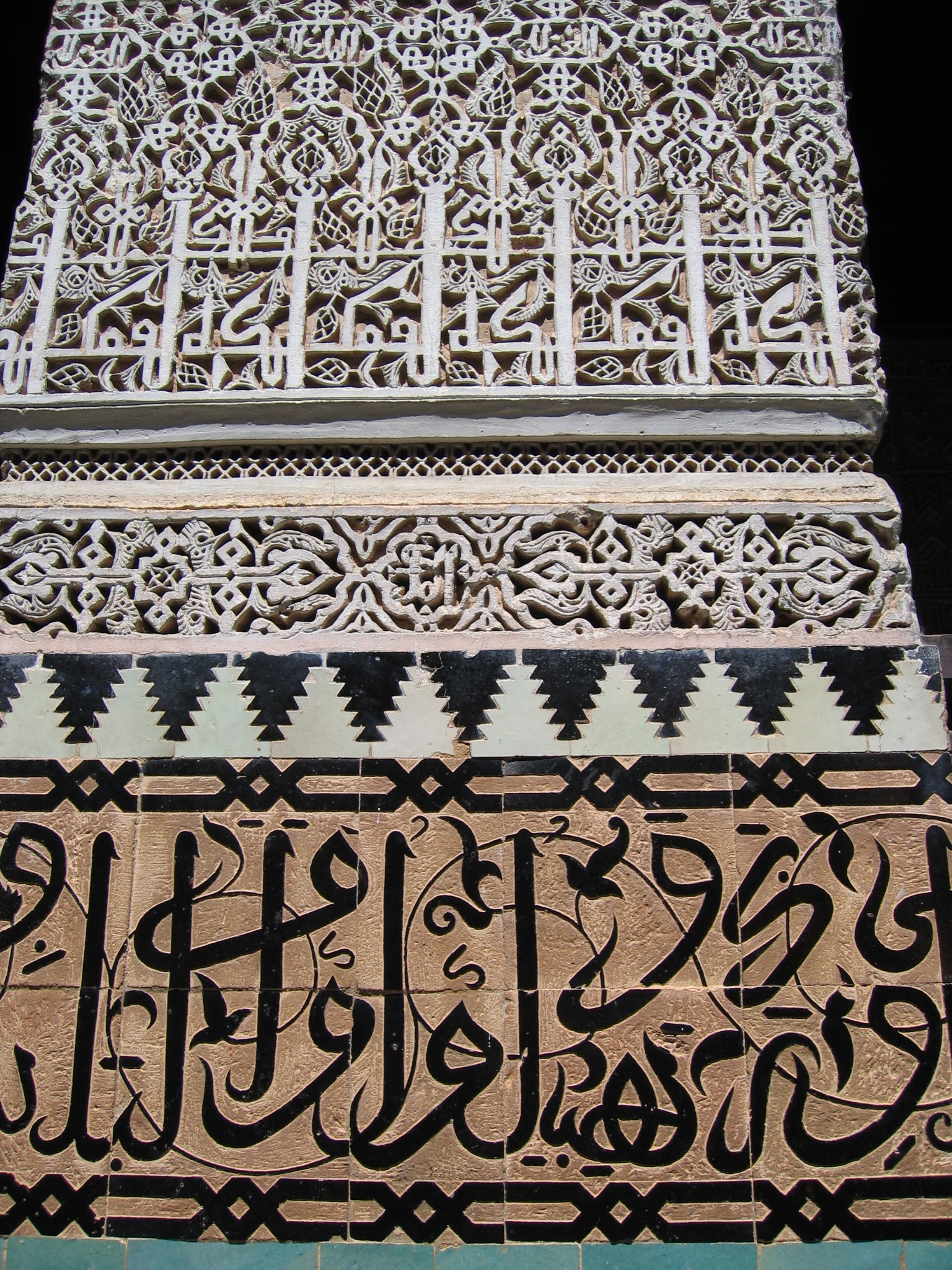
Schriftkacheln und Stuckdekor
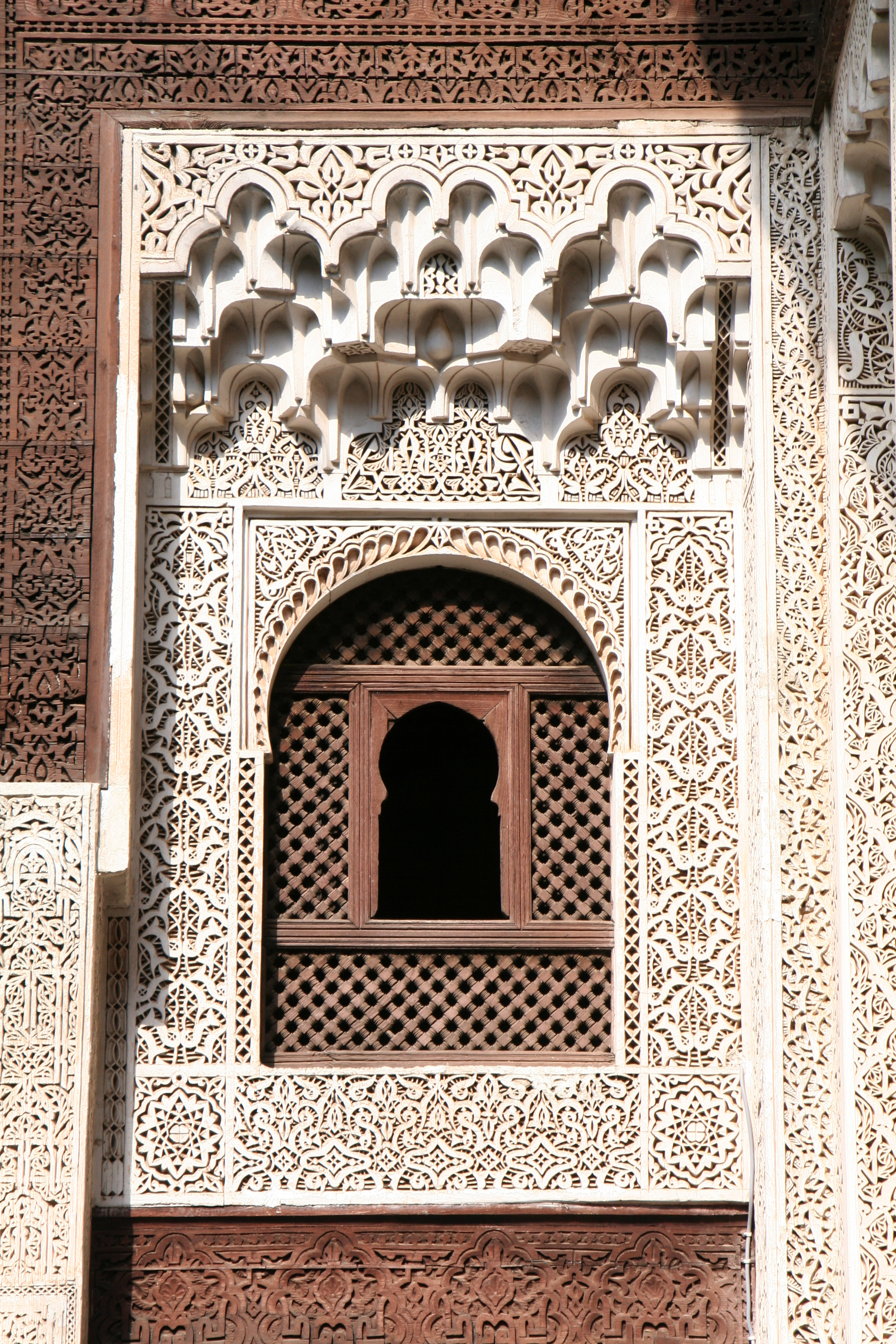
Fenster zum Hof mit Stuckdekor